# Вестманланд (ландскап)
Вестманланд (швед. Landskap Västmanland) — історична провінція (ландскап) у східній частині центральної Швеції, в регіоні Свеаланд. Існує лише як історико-культурне визначення. Територіально входить до складу ленів Вестманланд, Еребру і Даларна.

## Географія
Вестманланд межує на півночі з Даларною та Єстрікландом, на сході з Уппландом, на півдні з Седерманландом, а на заході та південному заході — з Нерке.

## Історія
Найстарше місто Вестманланду Вестерос заснований близько 990 року. Деякий час він був адміністративним центром регіону, а від 1120 року стає центром Вестероської дієцезії. У XII ст. виникає місто Арбуга, в 1474 році — Чепінг, у 1624 — Сала, у 1643 — Ліндесберг і Нура.

## Адміністративний поділ
Ландскап Вестманланд є традиційною провінцією Швеції і не відіграє адміністративної ролі.

### Населені пункти
Більші міста й містечка:
- Вестерос
- Арбуга
- Фагерста
- Чепінг
- Сала (Швеція)

## Символи ландскапу
- Тварина: сарна
- Рослина: омела біла
- Птах: синиця чубата
- Риба: судак
- Гриб: лисичка трубчаста

## Галерея

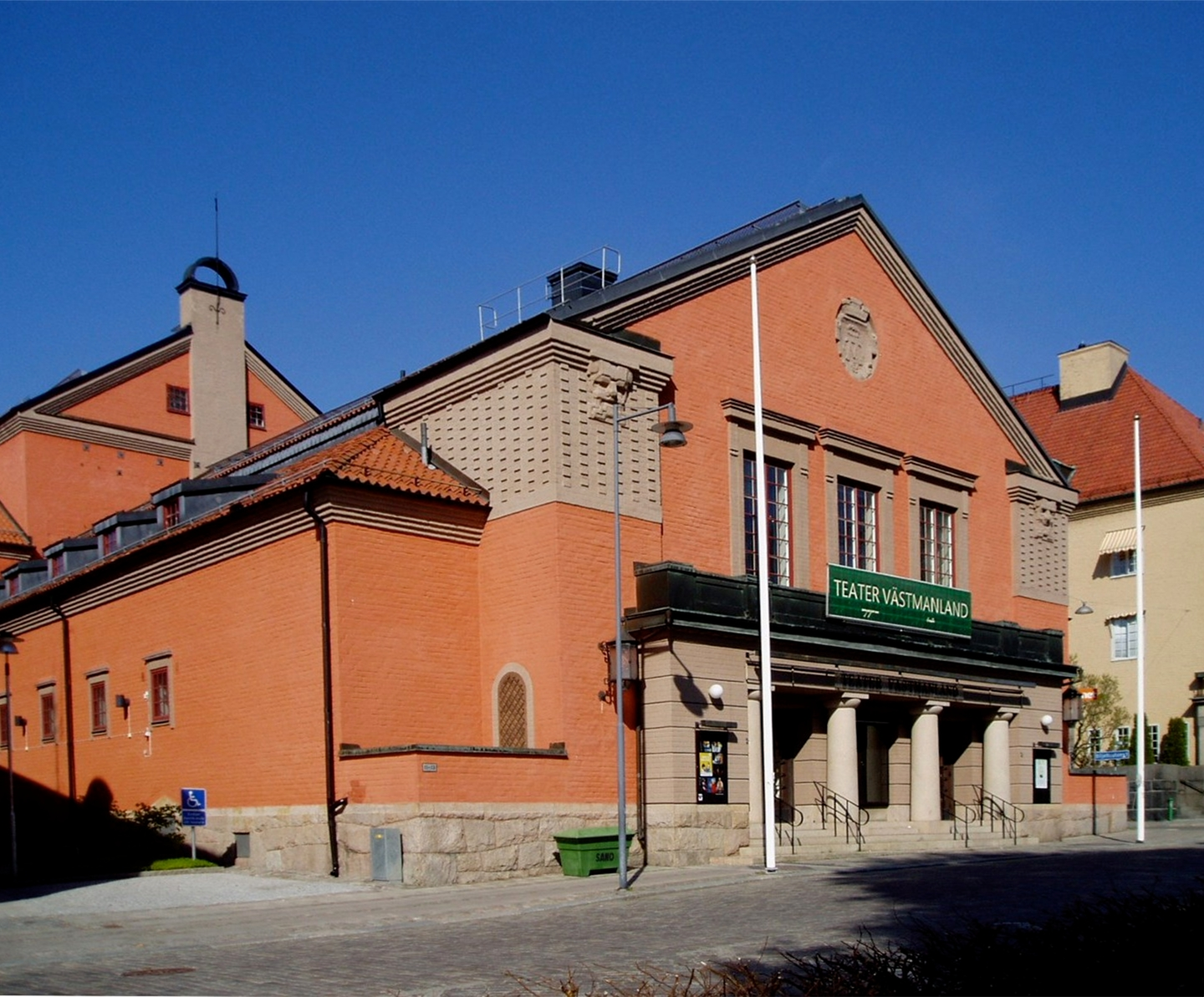
Театр у Вестеросі
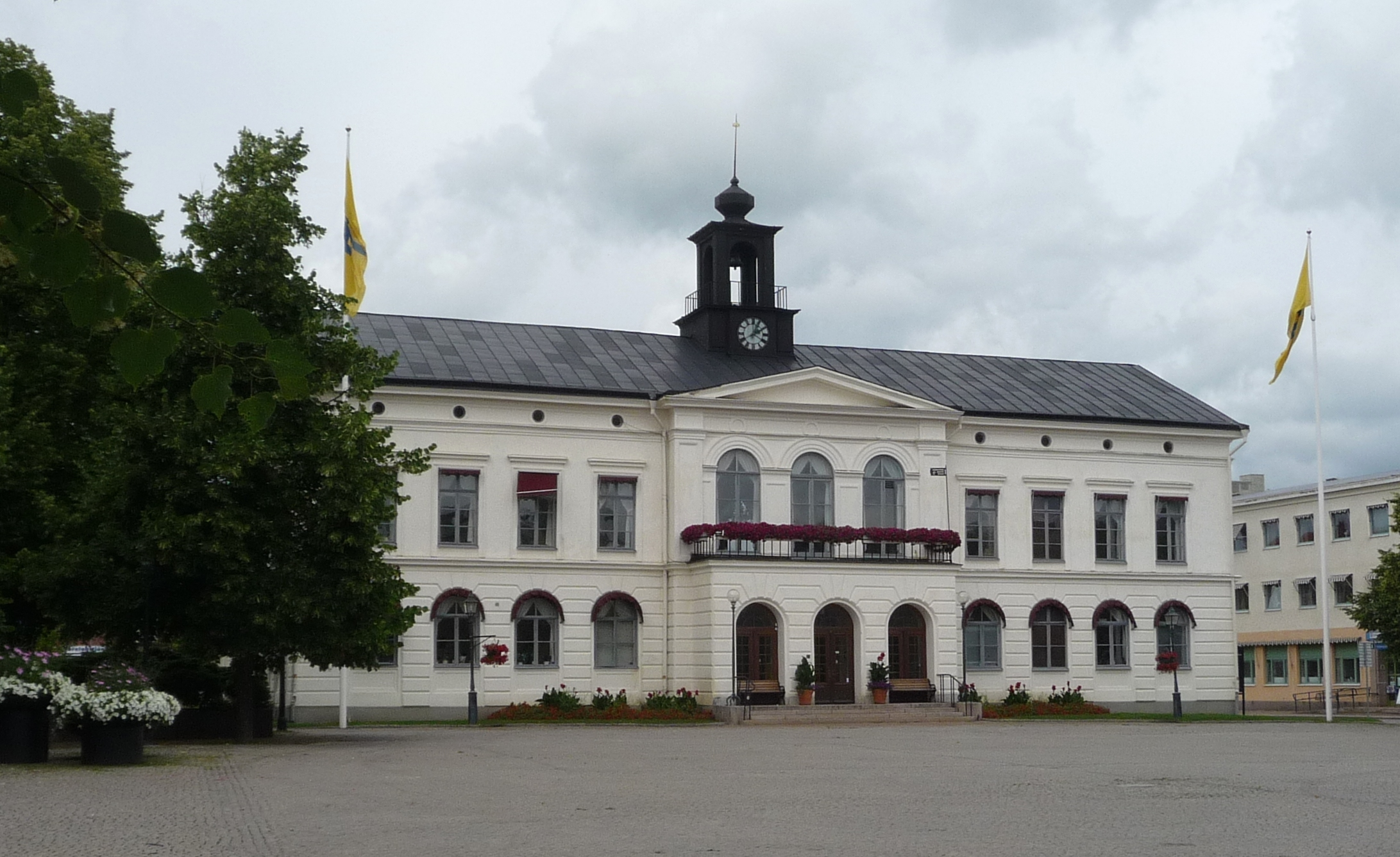
Ратуша в Чепінгу
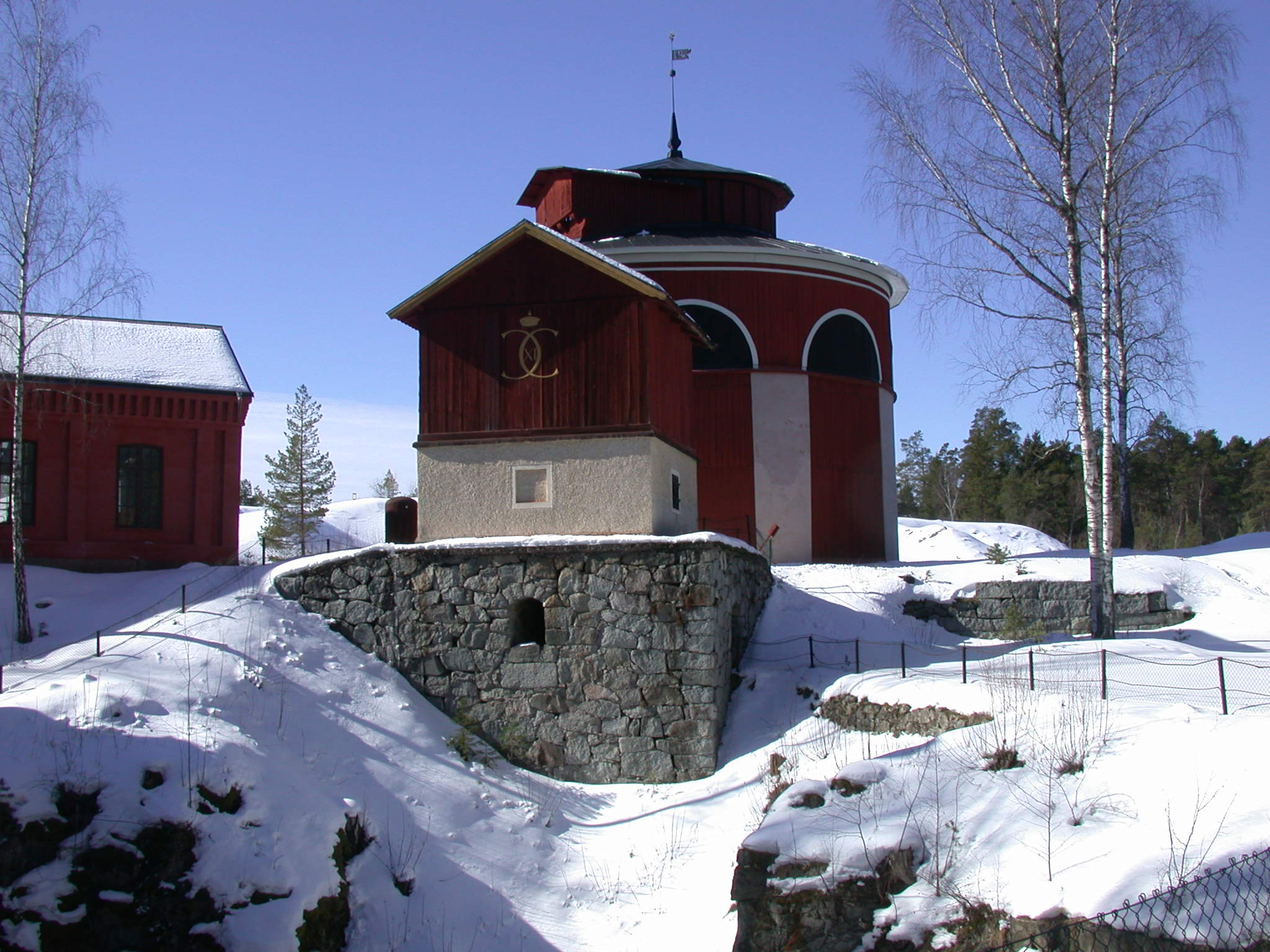
Копальня срібла в Сала
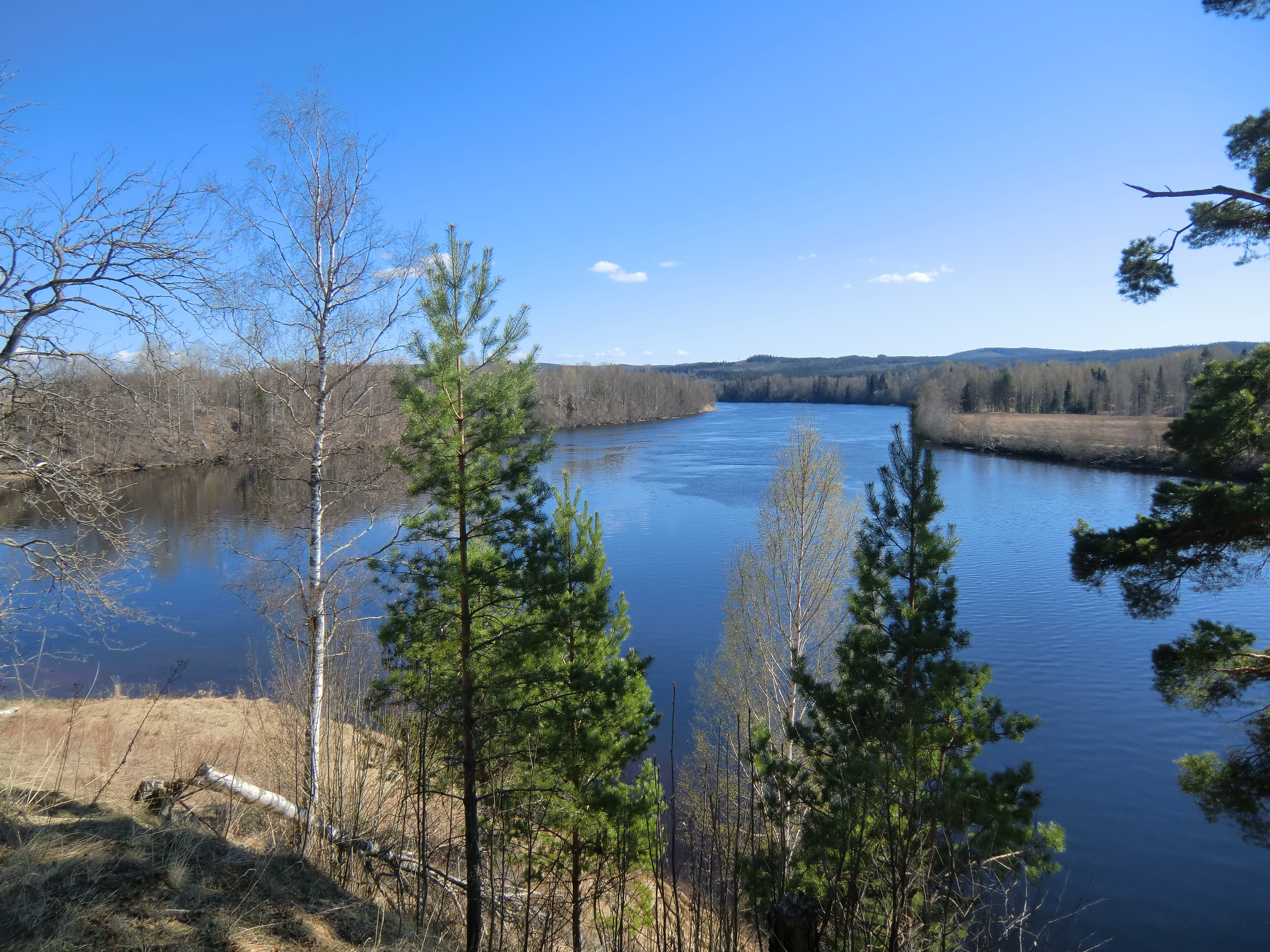
Річка Дальельвен
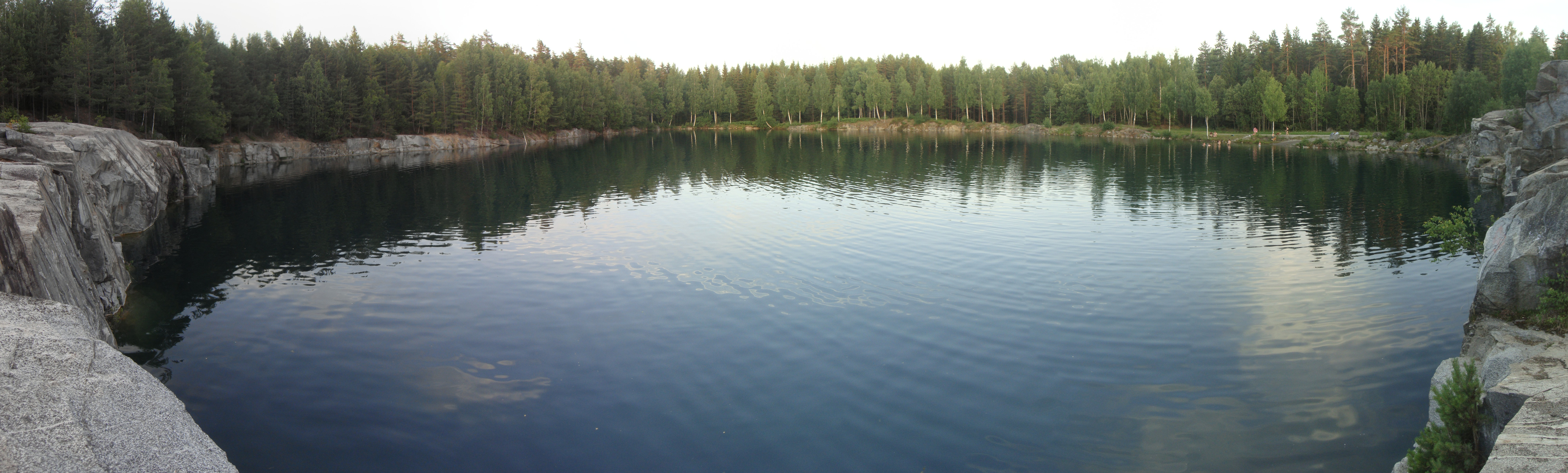
Озеро Тортунагрупен